# Aethiamblys bucephalus
Aethiamblys bucephalus är en stekelart som beskrevs av Heinrich 1967. Aethiamblys bucephalus ingår i släktet Aethiamblys och familjen brokparasitsteklar. Inga underarter finns listade i Catalogue of Life.